# 烏柏蚜
烏柏蚜（学名：Toxoptera odinae）为常蚜科桔蚜屬下的一个种。